# Estratégia da cadeia de ilhas

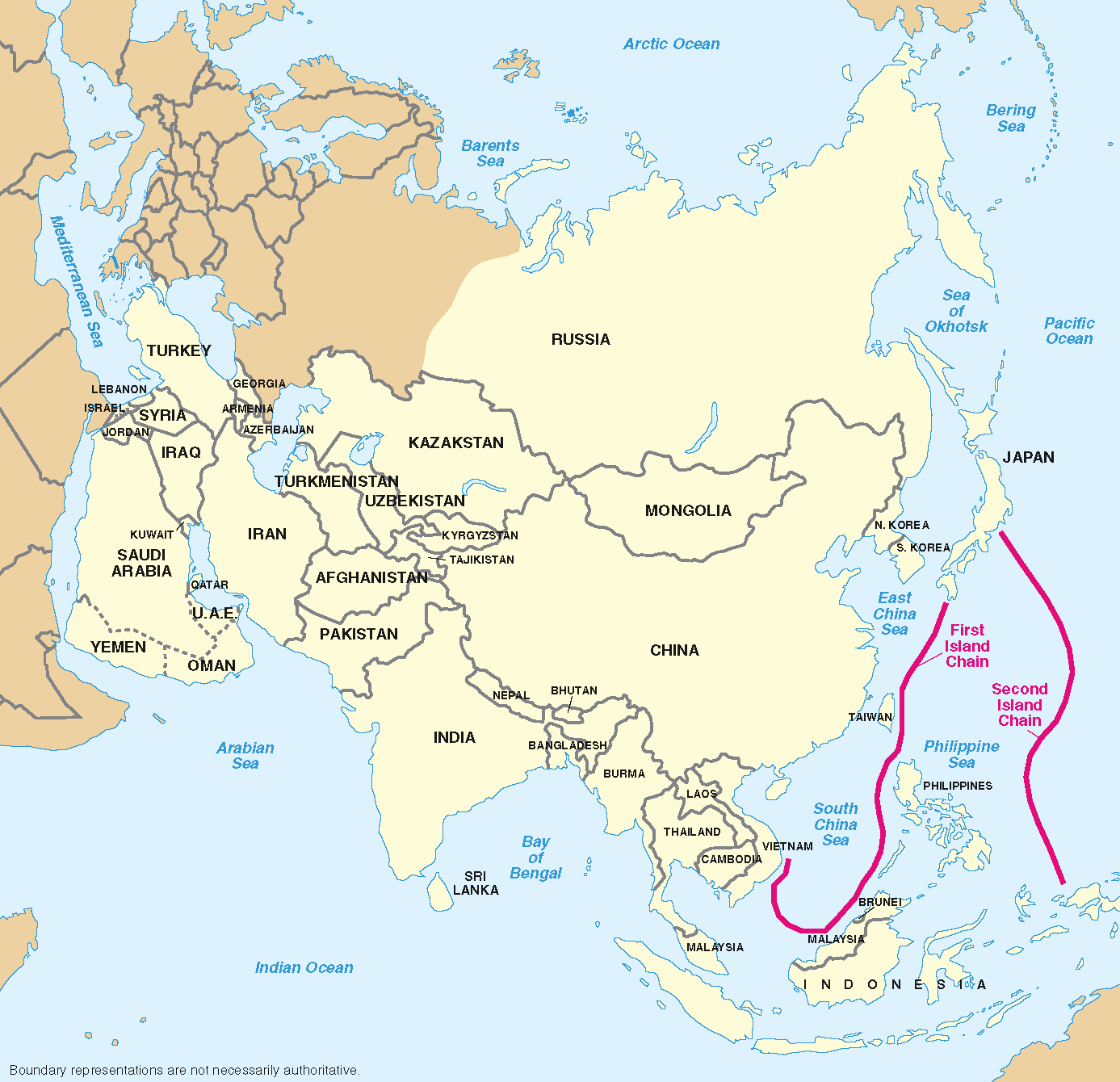
Primeira e Segunda Cadeias de Ilhas.

A estratégia da cadeia de ilhas (em inglês:  Island Chain Strategy) é um plano estratégico de contenção marítima concebido pela primeira vez pelo estadista norte-americano de política externa John Foster Dulles em 1951, durante a Guerra da Coreia. Propôs cercar a União Soviética e a República Popular da China com bases navais no Pacífico Ocidental para projetar poder e restringir o acesso ao mar.
O conceito de "cadeia de ilhas" não se tornou um tema importante na política externa estadunidense durante a Guerra Fria, mas, após a dissolução da União Soviética, permaneceu como um grande foco de analistas geopolíticos e militares norte-americanos e chineses até hoje. Para os Estados Unidos, a estratégia da cadeia de ilhas é uma parte significativa da projeção de força dos militares estadunidenses no Extremo Oriente. Para a China, o conceito é parte integrante de sua segurança marítima e temores de um cerco estratégico pelas forças armadas dos Estados Unidos. Para ambos os lados, a estratégia da cadeia de ilhas enfatiza a importância geográfica e estratégica de Taiwan. 